# Мельбурнский автосалон
Мельбурнский международный автосалон (англ. Melbourne International Motor Show) — ежегодный автосалон, проводимый в Мельбурне, Австралия. Является ключевым событием в австралийской автомобильной промышленности, представляя при этом не только новейшие разработки местных производителей автомобилей и автомобильного оборудования, но и ведущих мировых компаний, которые импортируют свою продукцию в Австралию. Обычно совпадает по времени с проведение Гран-при Австралии.

## История
Первый автосалон состоялся 30 апреля 1925 года. Мельбурнский автосалон является одним из самых старейших в мире и самым продолжительным в Австралии. С началом Второй мировой войны проведение мероприятия было прервано, и автосалон после долгих лет открылся только 12 мая 1949 года. В 1957 году состоялось первое телевизионное освещение мероприятия, которое с каждым годом набирало популярность: в 1959 году на нём было представлено 132 разные модели автомобилей от 47 производителей. До 1996 года автосалон проводился в Королевском выставочном центре, в настоящее время — в Мельбурнском центре выставок и собраний.

Автосалон в 2008 году

## Представленные компании
На автосалоне 2009 года были представлены автомобили следующих производителей:
| - Audi - Bentley - BMW - Elfin - Ford - Ford Performance Vehicles - Holden - Honda | - Hummer - Hyundai - Isuzu - Kia - Lamborghini - Lexus - Lotus - Mazda | - Mitsubishi - Nissan - Peugeot - Porsche - Renault - Saab - Skoda - Subaru | - Suzuki - Toyota - Volkswagen |